# God Bless the Child (Shania Twain)
God Bless the Child è un singolo della cantante canadese Shania Twain, scritto e composto dalla stessa Twain e Mutt Lange, pubblicato nel 1996 ed estratto dall'album The Woman in Me. Il brano ha lo stesso titolo del brano musicale del 1941 di Billie Holiday.

## Tracce
- 7"

1. God Bless the Child [New Previously Unreleased Version] - 3:48
2. (If You're Not in It for Love) I'm Outta Here! [Remix] - 4:21

## Video
Il videoclip della canzone è stato diretto da Larry Jordan e girato a Nashville.